# 메갈리아
메갈리아(Megalia)는 대한민국의 커뮤니티 사이트로, 여성혐오를 그대로 남성에게 돌려준다는 ‘미러링’을 사회 운동 전략으로 삼아 주목을 받았다. 하지만 메갈리아가 여러 지나치게 남성혐오적이고, 페미니즘 운동이라는 명목 하에 성희롱과 범죄에 가까운 행위를 저지르며 혐오를 혐오로 대처한다는 비판의 목소리 또한 적지 않다. ‘메갈리아’라는 이름은 디시인사이드 소속의 ‘메르스 갤러리’의 이용자들을 노르웨이의 여성주의 소설인 《이갈리아의 딸들》에 빗대 표현한 것에서 비롯되었다. 이용자들 스스로를 '보지' 또는 '보지대장부'라고 지칭한다.
메갈리아는 2015년 11월 게이 비하 및 아웃팅 문제를 둘러싼 논쟁을 기점으로 사실상 와해되었고, 2017년 5월 18일 워마드, 래디즘 등의 카페와 페이스북, 트위터 계정으로 분화된 뒤 폐쇄되었다.

## 개요
초기에 메갈리아가 탄생하게 된 계기로 널리 알려진 이야기는 대략 다음과 같다. '메르스가 이름에 쓰이게 된 것은 홍콩에서 메르스 증상을 보인 한국인 여성 2명이 격리 조치를 거부했다는 뉴스가 전해졌을 때 메르스 갤러리에서 ‘김치녀 그럴 줄 알았다’는 식의 여성혐오성 글이 등장했고 이 소식을 접한 디시인사이드 여성 사용자들이 메르스 갤러리로 달려가 주체만 바꾸어 같은 방식으로 대응한 것에서 비롯되었다. 이에 메르스 갤러리에서는 격렬한 토론이 벌어졌고 이후 디시인사이드 운영진은 '김치녀'가 통용될 때는 별다른 제재가 없다가 '김치남'이라는 단어 사용이 급증하자 '김치남'이라는 단어를 금지했다. 이에 '김치녀'는 왜 그대로 두냐는 사용자들의 반발에 '김치녀'도 금지어로 지정했다. 이 과정에서 메갈리아가 탄생하게 되었다.' 이 이야기가 퍼지자 메갈리아는 여혐반대로 탄생한 집단이 아니며, 평소 남성혐오와 일베식 언어를 즐기고 있었던 디씨인사이드 남자연예인갤러리 여성유저들이 그저 재미 삼아 감염자를 조롱했던 것에 정당성을 포장하기 위해 나중에 미러링이라는 명분이 부여된 것에 불과하다는 주장이 등장했다. 그러나 메갈리아에 대해 긍정적으로 평한 이들이 모두 이와 같은 "만들어진 탄생설화"에 속았기 때문에, 즉 '팩트'를 몰랐기 때문에 지지한 것은 아니며, 그저 같은 사실을 두고 가치판단을 달리했을 뿐이라는 의견이 있다. 이는 초기에 메르스 갤러리에 대해 논하는 여성학 연구자의 글에서 확인된다. 이러한 평가는 이후에도 지속되었고, 위와 같은 부정적 주장의 원인이 "누가 온라인 문화의 계승자인가"를 두고 일어난 '사후해석'이라는 비판으로 이어졌다.

## 활동
- 포스트잇 프로젝트: 여성의 권리를 수호하는 문구가 적힌 포스트잇을 공용 화장실, 엘리베이터 등의 벽에 가득 붙인 뒤 인증샷을 찍어 커뮤니티에 올렸다. 참여자들은 문구 말미에 '행동하는 메갈리안'이라는 문구를 적어 자신들의 정체성을 표현했다.[14]
- 불법촬영 근절 프로젝트[15]
- 소라넷 폐지 프로젝트: 소라넷 폐지에 앞장선 국회의원 진선미를 후원하였다.[16][17][18][19] 소라넷에서 벌어진 '실시간 강간 모의' 사건을 세상에 알렸고[20], 이 공론화의 영향으로 디지털 성범죄 아웃(DSO, Digital Sexual Crime Out)이라는 단체가 창설되어 활동 중이다.[21]
- 조선대학교 의학전문대학원 폭행 사건 피해자 지원[5]
- 11번가를 비롯한 온라인 오픈마켓에서 고농도 염산이 판매되는 것의 문제점을 지적하며 판매 금지를 위한 운동을 주도했다.[22][23][24] 이에 따라 환경부는 오픈마켓 3개사와 협약을 맺는 등 고농도 염산의 온라인판매를 원천 차단했다.[25]

## 평가
여성혐오에 대해 네거티브 방식으로 대응하여 여성혐오를 이슈화 하고 여성혐오를 대하는 방식의 진화라고 평가하는 측이 있다. 이른바 "‘탈김치’할 수 있는 성장의 기회"로서, "새로운 세대의 여성운동"이 됐다는 것이다. 실제로 대다수의 메갈리아 이용자가 "2-30대 여성"으로, "이들은 상대적으로 가부장의 억압을 덜 받아온 8-90년대생들"이라는 연구 결과가 있다. 또한 메갈리아의 미러링 운동에 대한 비난에 대해 '평화와 비폭력을 주장하는 마틴 루터 킹 목사와 달리, 폭력을 투쟁의 도구로 활용하기도 하는 맬컴 엑스는 진정한 흑인운동가가 아니라고 말하는 것과 같다'라며 다양한 의견들의 충돌과 갈등과 화해 속에서 진정한 페미니즘의 모습이 그려질 수 있을 것이라고 대응하였다. 여성학자 정희진은 “메갈리아는 일베에 조직적으로 대응한 유일한 당사자”라는 평가를 내렸다. 또한 일부 언론과 연구자들은 '메갈'이라는 단어에 '여자 일베' 같은 부정적 이미지가 부여된 것이, 모던걸, 이대녀, 꼴페미, 된장녀, 김치녀 등으로 이어진 반여성주의적 여성혐오 표현의 일종이라는 주장을 폈고, 이는 클로저스 성우 교체 논란 및 레진코믹스 탈퇴 사태를 거쳐 '#내가_메갈이다' 선언 운동으로 이어졌다.

### 부정적 평가
여성혐오 '미러링'이 또다른 혐오를 재생산하여 대립이 격화되고, 결과적으로 이슈의 피로감을 불러 일으킬 수 있다며, "좀 더 섬세하고 구체적인 언어가 필요하다"는 반응이 나왔다. 또한 여성학자 우에노 치즈코는 "젠더간의 압도적인 권력 차이를 생각해 볼 때 '미러링'은 적절한 전략이라고 할 수 없다. 남성들이 남발하는 반동적인 전략에 똑같이 휩쓸릴 수 있다"며 우려를 표했다.
여성학자 이현재 교수는 워마드의 미러링을 '완전한 동일시'로 이해한다면, 이들이 가졌던 비체성이 탈각될 수밖에 없다며 아쉬움을 표했다 작가, 평론가, 사회 운동가 오세라비는 《세계일보》와 가진 인터뷰에서 한국여성재단을 비롯한 일부 여성주의 단체와 지식인들이 급진적 여성주의 커뮤니티 사이트인 메갈리아, 워마드를 '여성주의의 새 물결'로 정의하면서 극단적인 남성 혐오를 정당화한 사실을 지적했고, TBS FM에서 방송된 라디오 프로그램 《김어준의 뉴스공장》에서도 대한민국의 급진적 여성주의가 미국에서 수입된 사실을 지적했다.
메갈리아에 대한 반감으로 인해 메갈리아 이용자를 멧돼지에 빗대 '메퇘지', '쿵쾅쿵쾅', '메오후' 등으로 비하하는 혐오표현이 온라인상에 널리 퍼지기도 하였다.

## 논란

### 맥심 표지 논란
범죄 미화 구설에 올랐던 남성잡지 맥심 코리아의 표지에 대한 국제적 청원 운동을 이끌었던 반면 남자를 땅에 파묻는 범죄 관련 미국 잡지 화보를 두고 “감동적이다, 멋있다”고 반응하며 호응해 이중성에 대한 비판을 받았다. 한편 위와 비슷한 내용의 표지를 제작한 미러링 잡지 <사심>의 정미경 편집장은 "당시엔 <맥심>에 대한 분노가 공유돼 있었고, 메갈리아가 활발히 굴러갔기 때문"에 가능했던 성과라며, "처음엔 세상을 예민하고 신랄하게 보는 잡지를 만들자는 취지로 시작했다. 하지만 점차 잡지를 어떻게 만들어야 하는지에 대한 정체성 고민을 하게 됐다"고 밝혔다.

### 소아성애 글
유치원 교사를 하는 메갈리아 이용자가 소아성애적 글을 게시하여 논란이 되었다. 메갈리아 운영자는 JTBC 인터뷰에서 논란에 대한 질문을 받자 "그 간 있었던 수많은 남성들의 글은 전혀 논란이 되지 않았다"고 주장했고, 이후 여성의 소아성애적인 면만 비판하는 여성혐오적인 행위라고 비판하였다. 노혜경 시인은 부산에서 열린 특강에서 "(요약) 남성의 소아성애적인 면을 미러링한 글이 여성혐오주의자들에 의해 반복적으로 인터넷상에 퍼지며 글쓴이의 신상이 털리기도 한다"고 주장했다. 즉 여성이 소아성애적인 행위를 하는 것에 대해서는 공격적으로 반응하고, 남성이 소아성애적인 행위를 하는 것에는 중립적으로 대응하며 여성혐오적인 행위를 한다는 주장이다.

### 넥슨 클로저스 성우 교체 논란
넥슨이 서비스를 하려던 ‘클로저스’의 ‘티나’ 역을 맡은 김자연이 트위터 계정에 메갈리아4에서 제작한 티셔츠를 구매해 인증하였고, 이에 게임 사용자들이 성우의 교체를 요청해 전격적으로 교체되었다. 이 성우 교체 사건은 이후 #내가메갈이다 운동이 촉발되는 발단이 되었다.

### 지하철 남성 도촬 사건
메갈리아 사용자가 미러링 전략의 일환으로 지하철의 남성을 도촬한 후 메갈리아에 올린 뒤 '몰카가 꿀잼', '왜 몰카를 찍는지 알겠다'라고 적는 사건이 일어났다. 그러나, 여기서 멈추지 않고 댓글에 '자지도 작은데 오므려야지', '자지 걷어차고 싶다.', '하체 부실이다.' 등의 내용을 달기도 하였다. 일부 네티즌들은 사회에 만연한 몰카 범죄와 지하철 쩍벌에 대한 복수라며 긍정적인 반응을 보였지만, 어떤 네티즌은 “메갈리안이 저런 똑같은 쓰레기 짓을 하면서 여성인권 운동을 한다고 주장하는 것 자체가 아이러니하다”며 부정적인 반응을 보였다.

## 같이 보기
- 대한민국의 여성주의#2015년 이후
- 여성혐오
- 남성혐오
- 워마드
- 여성시대
- 일베저장소
- 젠더폭력